# Captación de fondos

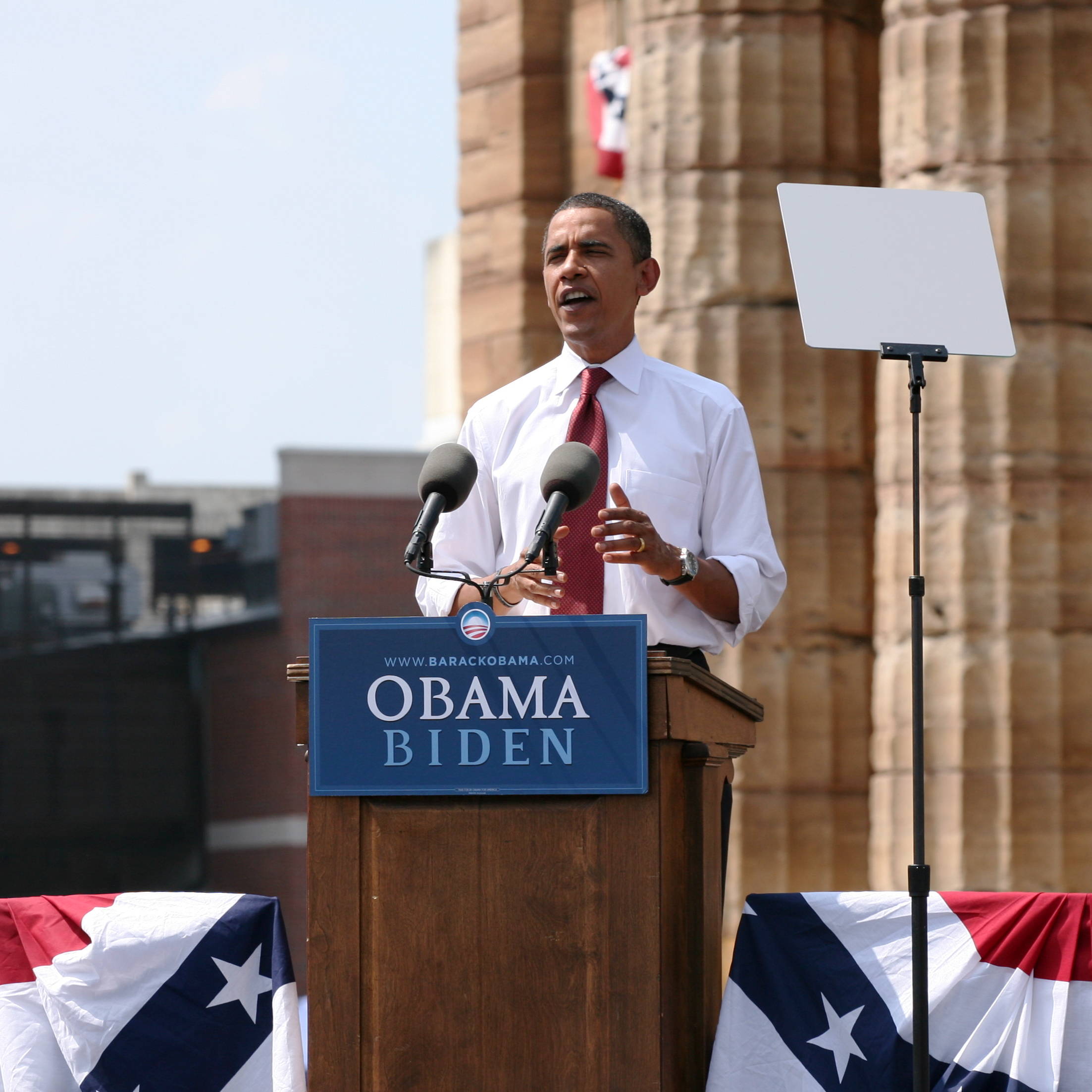
El equipo de la campaña electoral del presidente Obama obtuvo un récord de captación de fondos en las elecciones presidenciales de Estados Unidos del 2008 basándose en grassroots fundraising.

La captación de fondos es un proceso para conseguir fondos, mediante la solicitud de donaciones de particulares, empresas, fundaciones benéficas, o agencias gubernamentales. Aunque la expresión captación de fondos se refiere normalmente a los esfuerzos para reunir fondos para organizaciones sin fines de lucro, a veces también se utiliza para referirse a la identificación y solicitud de inversionistas u otras fuentes de capital por parte de empresas con fines de lucro, como hacen, por ejemplo, los bancos en sus campañas.
La captación de fondos o Fundraising es la actividad asociada a captar recursos para ayudar al funcionamiento y financiamiento de una ONG. Estos recursos además de dinero, puede ser cualquier otro bien que ayude en la gestión de la organización y de su causa social.

## Organizaciones sin ánimo de lucro
La captación de fondos es una manera significativa con la que las organizaciones sin afán de lucro pueden obtener el dinero para sus causas. Estas causas pueden implicar una muy amplia gama de temáticas, desde religiosas a grupos filantrópicos, pasando por organizaciones de investigación, entidades públicas, y ciertas campañas políticas (por ejemplo grassroots fundraising). Algunos ejemplos de organizaciones benéficas incluyen: becas de estudiantes, premiados por méritos deportivos o por logros académicos, cuestaciones de carácter humanitario, socorro en casos de desastre, defensa de los derechos humanos, becas para investigación, etc..
En los últimos años Internet se ha convertido en un canal muy efectivo para la recaudación de fondos. Ver recaudación de fondos en la web.